# Варка-Дех
Варка-Дех (перс. وركاده) — село в Ірані, у дегестані Паїн-Хіябан-е Літкух, у Центральному бахші, шагрестані Амоль остану Мазендеран. За даними перепису 2006 року, його населення становило 954 особи, що проживали у складі 214 сімей.

## Клімат
Середня річна температура становить 16,85 °C, середня максимальна – 30,77 °C, а середня мінімальна – 3,79 °C. Середня річна кількість опадів – 927 мм.
| Клімат поселення                              | Клімат поселення | Клімат поселення | Клімат поселення | Клімат поселення | Клімат поселення | Клімат поселення | Клімат поселення | Клімат поселення | Клімат поселення | Клімат поселення | Клімат поселення | Клімат поселення | Клімат поселення |
| Показник                                      | Січ.             | Лют.             | Бер.             | Квіт.            | Трав.            | Черв.            | Лип.             | Серп.            | Вер.             | Жовт.            | Лист.            | Груд.            |                  |
| Середній максимум, °C                         | 11,46            | 11,70            | 14,61            | 20,04            | 23,65            | 27,40            | 30,62            | 30,77            | 27,92            | 23,24            | 18,06            | 13,86            |                  |
| Середня температура, °C                       | 7,64             | 7,90             | 10,78            | 16,23            | 19,83            | 23,56            | 25,90            | 26,10            | 23,23            | 18,56            | 13,40            | 9,17             |                  |
| Середній мінімум, °C                          | 3,79             | 4,04             | 6,97             | 12,39            | 15,99            | 19,74            | 21,24            | 21,41            | 18,54            | 13,86            | 8,68             | 4,49             |                  |
| Норма опадів, мм                              | 96               | 74               | 64               | 31               | 29               | 26               | 23               | 53               | 103              | 165              | 141              | 122              |                  |
| Середньомісячна швидкість вітру, м/с          | 2.08             | 2.50             | 2.50             | 2.46             | 2.40             | 2.66             | 2.61             | 2.20             | 2.00             | 1.90             | 2.00             | 2.10             |                  |
| Середньомісячна сонячна радіація, кДж/м²·день | 8239             | 10342            | 12418            | 15807            | 19906            | 21706            | 21584            | 18948            | 15376            | 11964            | 9517             | 7734             |                  |
| --------------------------------------------- | ---------------- | ---------------- | ---------------- | ---------------- | ---------------- | ---------------- | ---------------- | ---------------- | ---------------- | ---------------- | ---------------- | ---------------- | ---------------- |
| Джерело:                                      |                  |                  |                  |                  |                  |                  |                  |                  |                  |                  |                  |                  |                  |